# سرونگا، بوتسوانا

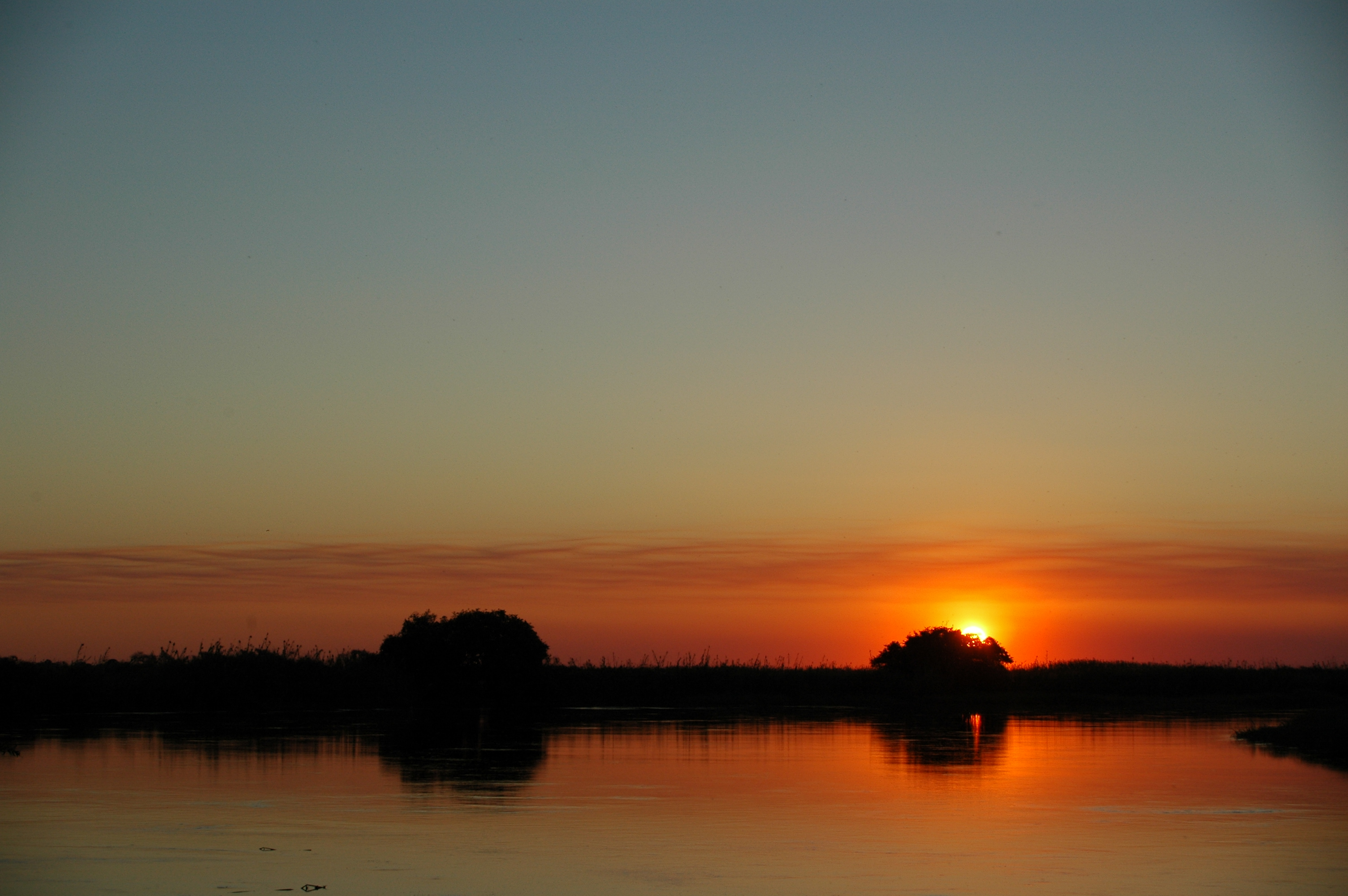
نمایی از غروب آفتاب در شهر سرونگا، کشور بوتسوانا - ۲۰۰۷

سرونگا (به انگلیسی: Seronga) شهری در ناحیهٔ شمال غربی کشور بوتسوانا است که در سال ۲۰۰۰ میلادی ۳٬۰۴۳ نفر جمعیت داشته که از این تعداد، ۱٬۳۰۷ نفر مرد و ۱٬۷۳۶ نفر زن بوده‌اند.